# Nilo Azul
El Nilo Azul (en árabe: النهر الأزرق‎, romanizado: al-nahr al-Azraq) es un largo río africano que nace en Etiopía y discurre también por Sudán, donde se une, en Jartún, con el Nilo Blanco, para dar formalmente lugar a la formación del Nilo.

## Descripción
El Nilo Azul nace en el lago Tana, un gran lago de 2.156 km² localizado en la meseta norte de Amhara, a 1.788 m de altitud. A este lago llegan unos cincuenta arroyos que se mezclan en sus aguas; al más grande de todos ellos los etíopes le llaman Abbay Wenz, «río grande» o, comúnmente, Abbay (አባይ), y dicen que es el verdadero Nilo Azul; nace en un bosquecillo de árboles que se elevan en una pradera de hierba corta, en un lugar donde las aguas emergen burbujeando de unos pozos que se encuentran ocultos entre la vegetación.
A unos 32 km del lago Tana, hacia el sureste, en la meseta etíope, surgen las cataratas del Nilo Azul o de Tis Abay, nombre que significa «agua humeante». En este lugar hay establecida una central hidroeléctrica no muy grande. A partir de ahí ya se le puede llamar, sin ninguna duda, Nilo Azul. Aparte de esta pequeña central, los etíopes no explotan las aguas de su río Nilo ni para obtener energía ni para regadío.
El curso de este río dibuja una curva muy amplia por el país, en forma de arco, a través de la región montañosa central de Etiopía y después sigue hacia el norte, hacia el Sudán. Este es un recorrido de más de 800 km, a lo largo del cual el río va tomando un desnivel de aproximadamente 1200 m. Las aguas van excavando poco a poco un cañón, cuyas paredes son de roca volcánica, que llega a tener una anchura de 25 a 30 m, al mismo tiempo que van transportando hacia el desierto el limo que proporcionan las tierras altas de Etiopía.
En Sudán, el río recibe por la margen derecha a su principal afluente, el río Dinder (en árabe, Nahr Ad-dindar), con 480 km de longitud, que también nace cerca del lago Tana, pero que tiene un curso muy diferente, siempre hacia el oeste-suroeste. 
El río ha supuesto desde tiempos remotos una barrera que en cierto modo dividía el país en dos. Durante muchos años y hasta el siglo XX sólo disponían de dos puentes construidos en piedra con mortero. Más tarde fueron construidos otros tres mucho más modernos y funcionales, de acero y hormigón, con dos carriles de circulación.
El tramo geográfico del Nilo Azul ofrece una serie de dificultades aún hoy en el siglo XXI, como los rápidos, que dificultan la navegación por el río; las cuadrillas de bandidos que merodean por aquellas tierras, llamadas shifta, los indígenas de la cuenca baja cuyas jabalinas pueden llegar a ser un peligro para cualquier visitante; los cocodrilos, de gran tamaño; el calor asfixiante y los parásitos que provocan enfermedades febriles.
Tras su recorrido por las tierras etíopes, el Nilo Azul llega a Jartún en el Sudán y allí se une con el Nilo Blanco; juntos darán sus aguas al Nilo propiamente dicho. Las inundaciones anuales del Nilo se deben en gran parte al Nilo Azul que ofrece a lo largo del año muchas variaciones en su caudal. En la confluencia en Jartún de ambos ramales, el Blanco y el Azul, el Nilo Azul aporta alrededor del 80% del caudal total del Nilo, mientras que el Blanco aporta el 20% del agua del Nilo restante.

## Flujo de agua

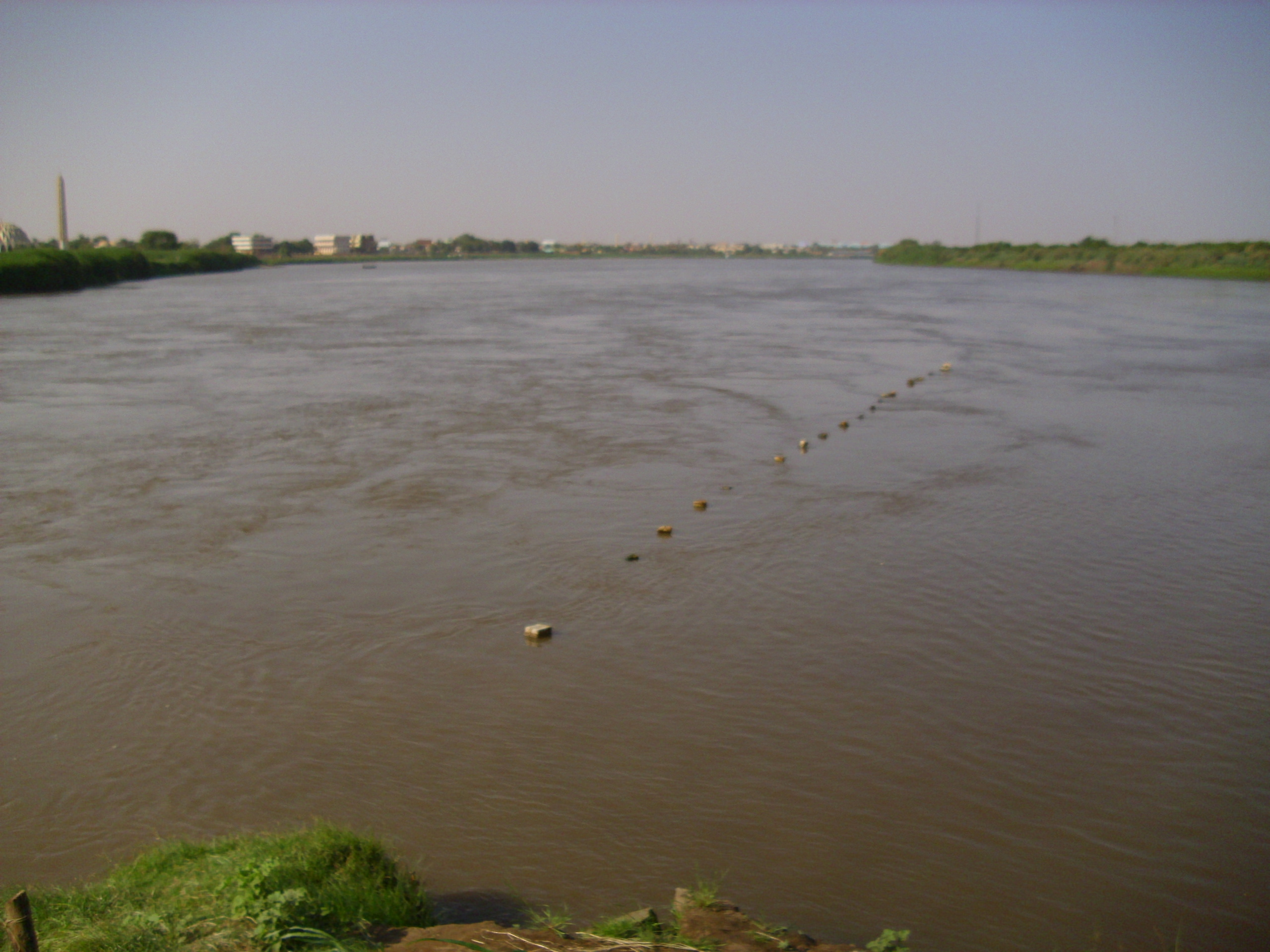
Confluencia de los ríos Nilo Azul y Blanco cerca de Jartum, la capital de Sudán.

El caudal del Nilo Azul alcanza su volumen máximo en la temporada de lluvias de junio a septiembre, cuando suministra el 80 a 86% del agua del Nilo propiamente dicho. El río era una fuente#REDIRECCIÓN [[]] importante de la inundación del Nilo en Egipto que contribuyó a la fertilidad del valle del Nilo y el consiguiente surgimiento del Antiguo Egipto y la mitología egipcia. Con la finalización de la presa de Asuán en 1970, estas inundaciones dejaron de ocurrir en el bajo Egipto. Durante la temporada de verano monzón, las inundaciones del Nilo Azul erosionan una gran cantidad de suelo fértil de las tierras altas de Etiopía y lo arrastran río abajo como limo, volviendo el agua de color marrón oscuro o casi negro.
El Nilo Azul es vital para el sustento de Egipto: como el afluente más importante del Nilo, aporta más del 85 % del caudal del Nilo.. Aunque es más corto que el Nilo Blanco, el 59 % del agua que llega a Egipto se origina en las tierras altas de Etiopía a través del Nilo Azul. El río también es un recurso importante para Sudán, donde las represas de Roseires y la Sennar producen el 80% de la energía del país. Estas represas también ayudan a regar el esquema Gezira, que es famoso por su algodón de alta calidad, así como el trigo y la producción de cultivos para alimentación animal en el área.

## Flora y fauna
El Nilo Azul, atraviesa Etiopía y Sudán, mostrando una variada gama de flora y fauna a lo largo de sus riberas y en sus hábitats circundantes. 

### Flora
A lo largo de las orillas del Nilo Azul, se puede encontrar una variedad de vegetación riparia adaptada al entorno fluvial. Esto incluye árboles como acacias, higueras, tamarindos y varias especies de palmeras. Estos árboles proporcionan sombra, hábitat y fuentes de alimento para muchos animales.
El río en sí mismo soporta una rica diversidad de plantas acuáticas. Estas incluyen jacintos de agua, lirios de agua y varias hierbas y juncos sumergidos. Estas plantas no solo estabilizan las riberas del río, sino que también proporcionan alimentos y refugio para las especies acuáticas.
Más allá de las orillas inmediatas del río, el paisaje se transforma en hábitats de sabana y bosque. Aquí se pueden encontrar pastos, arbustos y árboles pequeños adaptados a condiciones más secas. Los árboles de acacia son particularmente comunes en estas áreas. En las partes altas del Nilo Azul, especialmente en las Tierras Altas de Etiopía, la vegetación cambia con la altitud. Praderas alpinas y bosques de enebros y cedros se encuentran a elevaciones más altas, contribuyendo a la fuente de agua del río y a la biodiversidad.

### Fauna
El Nilo Azul y sus hábitats circundantes son el hogar de una diversa población de aves. Se pueden encontrar aves acuáticas como garzas, garcetas, patos y gansos a lo largo de las riberas y en áreas de humedales. También están presentes rapaces como águilas y buitres, que cazan presas más pequeñas en la sabana y el bosque.
Las zonas riparias y los bosques circundantes soportan una variedad de mamíferos. Especies comunes incluyen hipopótamos y cocodrilos en el río mismo, mientras que a lo largo de las orillas y en hábitats adyacentes, se pueden encontrar elefantes, búfalos, antílopes (como el kudu y el bushbuck), así como mamíferos más pequeños como hienas, chacales y varios roedores.
El Nilo Azul y sus afluentes son ricos en especies de peces, que sustentan pesquerías locales y la biodiversidad. Especies como la perca del Nilo, el bagre y la tilapia son comúnmente encontradas, proporcionando alimento tanto para humanos como para depredadores más grandes como nutrias y aves grandes.
Además de los cocodrilos, el Nilo Azul y sus humedales son el hogar de numerosos reptiles y anfibios. Esto incluye varias especies de serpientes, ranas y tortugas que habitan el agua y su vegetación circundante.
Los diversos hábitats a lo largo del Nilo Azul soportan una amplia variedad de insectos e invertebrados, cruciales para la polinización, descomposición y como alimento para animales más grandes.

## El río Guijón
Así llaman al Nilo Azul las gentes que pueblan las riberas de la estrecha garganta del río. Estos pobladores aseguran que su río era uno de los cuatro que manaban de Edén, el Paraíso bíblico de tiempos del principio del Mundo. Es una evocación bíblica que no es de extrañar, puesto que a finales del siglo XVI se establecieron en la zona algunos misioneros jesuitas y se construyeron bastantes iglesias y monasterios, algunos de los cuales subsisten aislados y recónditos, sobre todo en las islas del lago Tana. 
En el Génesis está escrito:

Brotaba de Edén un río para regar el vergel, y desde allí dividíase y formaba cuatro brazos […]
El nombre del segundo río es Guijón, el cual es el que circuye todo el país de Kush.
Génesis (2, 10-14)

Kush es el nombre que se le daba en la antigüedad a la actual región de Nubia, y fue dominado por el antiguo Egipto hacia 2600 a. C.
Guijón (o Gihón) era también el nombre del único  manantial de Gihón en Jerusalén. El rey Ezequías mandó canalizar el agua a través de un túnel que unía las fuentes de Guijón con la piscina de Siloé que aún puede recorrerse.

## Exploración europea

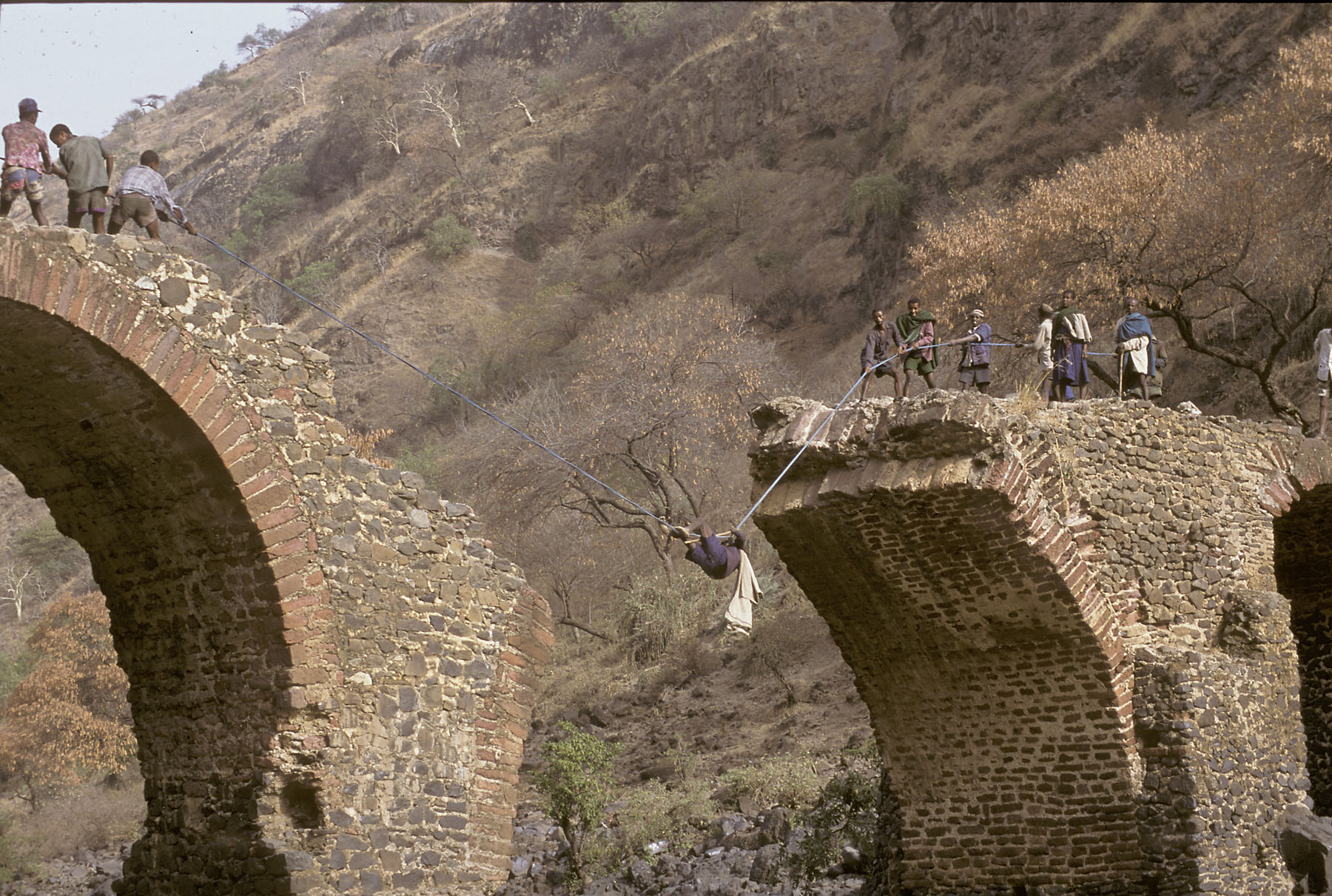
Hombres cruzando a través del Nilo Azul por una cuerda antes de que fuera construido un nuevo puente

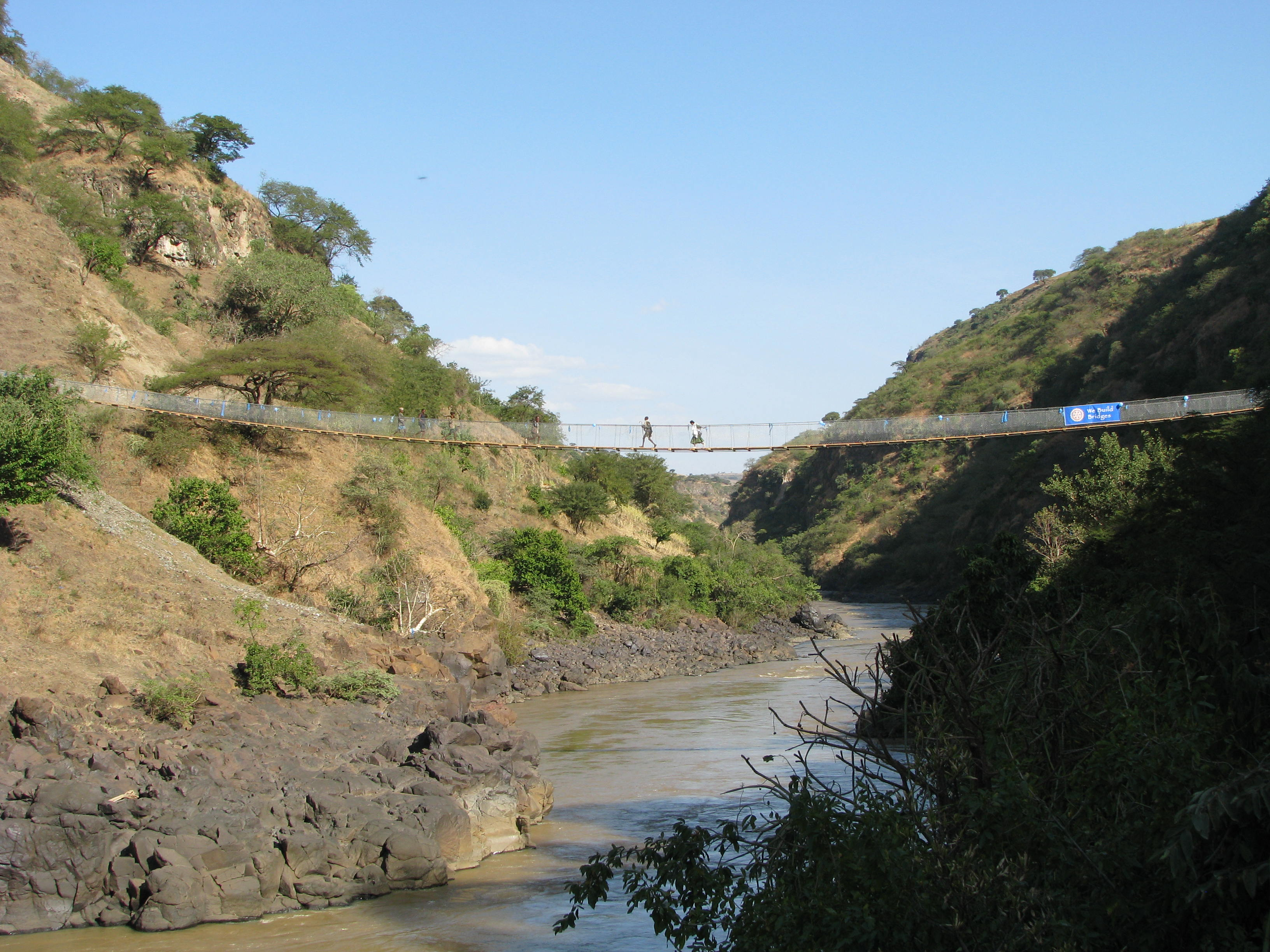
El puente colgante New Blue Nile River fue completado en 2009 por Bridges to Prosperity sirviendo a más de 250.000 etíopes. Es el único puente peatonal de cable sobre el Nilo Azul en Etiopía.

El primer europeo que se cree vio el Nilo Azul en Etiopía y la fuente del río fue Pedro Páez, un jesuita español que habría llegado a la fuente del río el 21 de abril de 1618. Sin embargo, el portugués João Bermudes, que se autodescribía como Patriarca de Etiopía, había dado antes la primera descripción de las cataratas Tis Issat en sus memorias (publicadas en 1565), y algunos europeos que vivieron en Etiopía en el siglo XV, como Pêro da Covilhã, podrían haber visto el río mucho antes que Páez, aunque ninguno llegó a su lugar de origen.
También el misionero jesuita portugués Jerónimo Lobo alcanzó la fuente del Nilo Azul en 1629 y en 1770 el escocés James Bruce las reencontraría.
Aunque varios de los exploradores europeos contemplados siguieron el curso del Nilo Azul desde su confluencia con el Nilo Blanco hasta el lago Tana, su garganta, que comienza a pocos kilómetros de la frontera etíope, ha desanimado todos los intentos desde el de Frédéric Cailliaud en 1821. El primer intento serio de un no-local para explorar esta parte del río se llevó a cabo por el estadounidense W.W. Macmillan en 1902, con la asistencia del explorador noruego B.H. Jenssen; Jenssen procedería río arriba desde Jartum mientras Macmillan navegaría río abajo del lago Tana. Sin embargo, los botes de Jenssen quedaron bloqueados por los rápidos en Famaka poco antes de la frontera entre Sudán y Etiopía, y los barcos de Macmillan fueron destruidos poco después de haber sido botados. Macmillan animó a Jenssen a tratar de navegar aguas arriba desde Jartum de nuevo en 1905, pero se vio obligado a detenerse a unas 300 millas del lago Tana. El cónsul Cheesman, que dejó constancia de su sorpresa al llegar a Etiopía al ver que las aguas superiores de «uno de los ríos más famosos del mundo, y uno cuyo nombre ya era bien conocido por los antiguos» estaba aún en su vida «marcado en el mapa con líneas de puntos», logró trazar el curso superior del Nilo Azul entre 1925-1933. Lo hizo aunque no siguió el río a lo largo de sus orillas y a través de su cañón infranqueable, sino sierra arriba, viajando alrededor de 8.000 km en mula por el campo próximo.
En 1968, a petición del emperador Haile Selassie de Etiopía, un equipo de 60 militares etíopes y británicos y científicos hicieron el primer descenso del Nilo Azul desde el lago Tana hasta un punto cercano a la frontera con Sudán, dirigida por el eminente explorador y capitán (luego coronel) John Blashford-Snell. El grupo utilizó lanchas de asalto inflables especialmente construidas para la expedición por Avon y modificadas por ingenieros de la Royal Navy para navegar los formidables rápidos. Esta expedición hizo muchos descubrimientos científicos importantes[cita requerida]. También tuvieron que luchar contra dos ataques de bandidos.
En 1999, la escritora Virginia Morell y el fotógrafo Nevada Wier hicieron el viaje en balsa desde el lago Tana hasta Sudán, después de publicar un documental sobre el viaje. En 2000, el estadounidense y lector de National Geographic, Kenneth Frantz, vio una foto tomada por Nevada Wier para la National Geographic que lo llevaría a fundar la organización sin ánimo de lucro Bridges to Prosperity (Puentes para la Prosperidad). Esa foto mostraba un puente roto durante la Segunda Guerra Mundial, con 10 hombres a cada lado del tramo roto tirando por cuerda unos de otros a través del peligroso vacío. Este puente histórico había sido construido por el emperador Fasilides de Etiopía, aproximadamente en el año 1660, con tecnología de los puentes romanos llevada a Etiopía por los soldados portugueses durante la batalla contra los invasores musulmanes en 1507. En los años 2001 y 2009, voluntarios de Bridges to Prosperity viajaron desde EE. UU. a Etiopía para reparar el puente roto a través del Nilo Azul, y luego construir un nuevo cable suspendido abarcar no susceptible a inundaciones. Puentes para la Prosperidad ha construido más de 93 puentes peatonales en 13 países.
El 28 de abril de 2004, el geólogo Pasquale Scaturro y su socio, el kayakista y documentalista británico, Gordon Brown, se convirtieron en los primeros en navegar el Nilo Azul. Aunque su expedición incluía otros miembros, Brown y Scaturro fueron los únicos que permanecieron en la misma todo el recorrido. Grabaron su aventura con una cámara IMAX y dos cámaras de video portátiles, compartiendo su historia en la película IMAX Mystery of the Nile y en un libro del mismo título. A pesar de este intento, el equipo se vio obligado a utilizar motores fuera borda la mayor parte del recorrido, y hasta el 29 de enero de 2005 nadie logró descender el río con fuerza humana: fueron el canadiense Les Jickling y el neozelandés Mark Tanner quienes llegaron al mar Mediterráneo tras haber remado por primera vez río abajo desde la fuente hasta el mar.